# Mauro Roman
Mauro Roman (Trieste, 27 de marzo de 1954) es un jinete italiano que compitió en la modalidad de concurso completo. Participó en los Juegos Olímpicos de Moscú 1980, obteniendo una medalla de plata en la prueba por equipos.

## Palmarés internacional
| Juegos Olímpicos | Juegos Olímpicos | Juegos Olímpicos | Juegos Olímpicos |
| Año              | Lugar            | Medalla          | Categoría        |
| ---------------- | ---------------- | ---------------- | ---------------- |
| 1980             | Moscú (URSS)     | Medalla de plata | Por equipos      |